# ひうち (多用途支援艦)
ひうち（ローマ字：JS Hiuchi, AMS-4301）は、海上自衛隊の多用途支援艦で、ひうち型多用途支援艦の1番艦。諸外国海軍の 航洋曳船（オーシャンタグ）に相当する。
本記事は、本艦の艦暦について主に取り扱っているため、性能や装備等の概要についてはひうち型多用途支援艦を参照されたい。

## 概要
この艦級における艦名は灘の名前に由来しており、「ひうち」は燧灘に由来する。
当初は武装を有していなかったが、後に艦橋上両舷に12.7mm機関銃用銃架が設置された。
なお、12.7mm機関銃は搭載火器扱いであり、常時銃架に設置されているわけではなく、必要に応じて設置される。
ひうち型は前期建造艦と後期建造艦で装備が異なるが、「ひうち」は前期建造艦であるため、外洋行動時の運用性・居住性向上のための減揺タンクと、潜水艦に対する訓練支援用の水中通話機が装備されていない。

## 艦歴
中期防衛力整備計画に基づく平成11年度計画980トン型多用途支援艦4301号艦として、日本鋼管鶴見造船所で2001年1月8日に起工され、2001年9月4日に進水、2002年3月27日に就役し、呉地方隊隷下の呉警備隊佐伯基地分遣隊に編入された。
2008年2月20日、佐伯基地分遣隊に新造の同型4番艦「げんかい」が編入されることに伴い、舞鶴地方隊に編成替え。
2011年3月25日、福島第一原子力発電所に注水する真水を積載した米軍のバージを原発付近まで曳航した。バージはそののち、横須賀地方隊の曳船によって原発まで曳航された。
2013年10月5日、標的艦となった旧「はまゆき」を射撃処分海域まで曳航した。
2017年1月22日から1月23日、護衛艦「ひゅうが」、ウダロイ級駆逐艦「アドミラル・トリブツ」、ボリス・チリキン級補給艦「ボリス・ブトマ」と共に、舞鶴港内と若狭湾北方海域でロシア海軍との捜索救難共同訓練に参加。
同年4月3日、地方隊の部隊改編により、舞鶴地方隊直轄から舞鶴警備隊隷下に編成替え。
2018年7月5日から10日にかけて舞鶴港及び若狭湾北方海域において護衛艦「あさぎり」等とともに日露捜索・救難共同訓練に参加。ロシア海軍からは駆逐艦「アドミラル・トリブツ」、「アドミラル・ヴィノグラードフ」、補給艦「ペチェンガ」が参加。 
2021年3月9日、舞鶴港にて電力会社と連携した災害時電力供給訓練を実施した。
これは、2018年に舞鶴地方総監部と電力会社4社（東北電力、北陸電力、関西電力、中国電力）が結んだ災害時における連携協定に基づいたもので、大規模地震や豪雨で孤立した地域や離島の電力が喪失したという想定で実施された。参加した自衛隊員や電力会社の社員約70人は、「ひうち」に電力復旧車両を積み込んで海上輸送する手順などを訓練した
。
2021年6月16日、第8管区海上保安本部（以後「8管」）と海上自衛隊舞鶴地方隊（以後「舞地隊」）による、豪雨災害を想定した共同訓練に参加。両者は災害派遣に関する協定を結んでおり、訓練は発災時に必要な手続きの検証が主な目的とされた。「大雨で河川が氾濫し、行方不明者が発生して潜水士が足りなくなり、8管が舞地隊に災害派遣要請を出したが、道路が冠水し陸上交通が途絶した」との想定の中、「ひうち」は、舞地隊連絡員を乗艦させて8管に派遣するという任務を帯びて北吸岸壁を出港、約40分で舞鶴西港の8管裏に着岸した。
2021年9月14日、直江津港において、第9管区海上保安本部（以後「9管」）との災害対処合同訓練を実施。訓練は、地震などによって断水が発生したが、港の岸壁が壊れて自衛艦が入港できず、支援物資を陸揚げできない状況を想定して行われた。直江津港に係留した「ひうち」に、9管上越海上保安署の巡視艇「たつぎり」(PC-44)が接舷し、物資および飲料水の移載を行い、支援物資を受け渡す手順を確認した。訓練には約70名が参加した。
2022年2月、低視認性塗装（ロービジビリティー Low-visibility 略してロービジとも）へ塗装変更。その内容としては、煙突頂部の汚れを目立たなくするための黒帯の廃止、艦番号及び艦名の灰色化かつ無影化、対空表示（航空機に対し艦番号下2桁を表示するための塗装）の消去。
2022年6月21日、舞鶴港で災害派遣機材の取り扱い・積込・陸揚げ訓練を実施。災害派遣要請に即応するための訓練で海上自衛隊員ら約90人が参加した。このほか、緊急展開型入浴セットの設営訓練なども行った。
2022年8月9日、島根原子力発電所で重大事故が発生したことを想定した住民の避難訓練が行われ、島根県、中国電力、海上自衛隊などからおよそ80人が参加。「ひうち」は境港市の竹内団地の岸壁に着岸し、バスを使って避難してきた住民役の県職員ら8人を乗艦させ、電力復旧作業などに使われる中国電力の車両1台を自艦のクレーンでつり上げて積み込み、避難先になる鳥取港に輸送した。
2022年9月8日および9日、舞鶴地方隊は秋田県にて第二管区海上保安本部及び東北電力グループと共同災害対処訓練を実施。「ひうち」は東北電力空輸対応型低圧応急用電源車「ToMoS（灯す）」の輸送訓練、海保巡視船への真水給水訓練を実施した。また、訓練参加機関3者で災害対応に関する意見交換を行なった。
2022年10月15日および16日、舞鶴地方隊は島根県総合防災訓練に参加。隠岐島で豪雨災害が発生したとの想定で、「ひうち」は境港から隠岐島西郷港間の電力復旧車両海上輸送や、隠岐の島町に対する給水支援を実施した。
2023年7月1日、隠岐諸島で同年6月に発見された、魚雷らしき物体の撤去作業を実施した。午前8時から作業を開始し、発見現場から半径500mを立入禁止、半径3kmを入水制限区域とした。舞鶴水中処分隊員が在日米軍の支援を受けながらゴムボート3隻で現場に向かい、物体に浮袋を結びつけ、沖に停泊する「ひうち」まで少しずつ移動させた。正午過ぎに物体を左舷付近に横付けし、クレーンで後部甲板へ回収、甲板上にテントを設営して調査を実施した。結果、爆発の危険はないと判断され、16時15分には漁港内に設営された町対策本部が安全宣言を出し、制限は解除された。物体の詳細な調査は、舞鶴警備隊に持ち帰った上で実施することとされた。
2024年1月1日以降、令和6年能登半島地震に対し災害派遣。能登半島周辺での被害状況偵察のほか、毛布、飲料水、粉ミルクなどを輸送。
同年3月5日、日本海において、第14護衛隊、護衛艦「あさぎり」 とともに海上保安庁との共同訓練を実施した。海保からは第八管区海上保安本部、巡視船「だいせん」、回転翼機（シコルスキー S-76D）が参加し、情報共有訓練、護衛艦及び巡視船の運動要領等に関する訓練を実施した。
同年11月、対馬沖でロシア海軍ヴィシニャ級情報収集艦（艦番号「535」）の警戒監視・情報収集を行った。。
2025年6月、多用途支援艦「すおう」とロシア海軍ヴィシニャ級情報収集艦（艦番号「208」）の警戒監視・情報収集を行った。

## ギャラリー

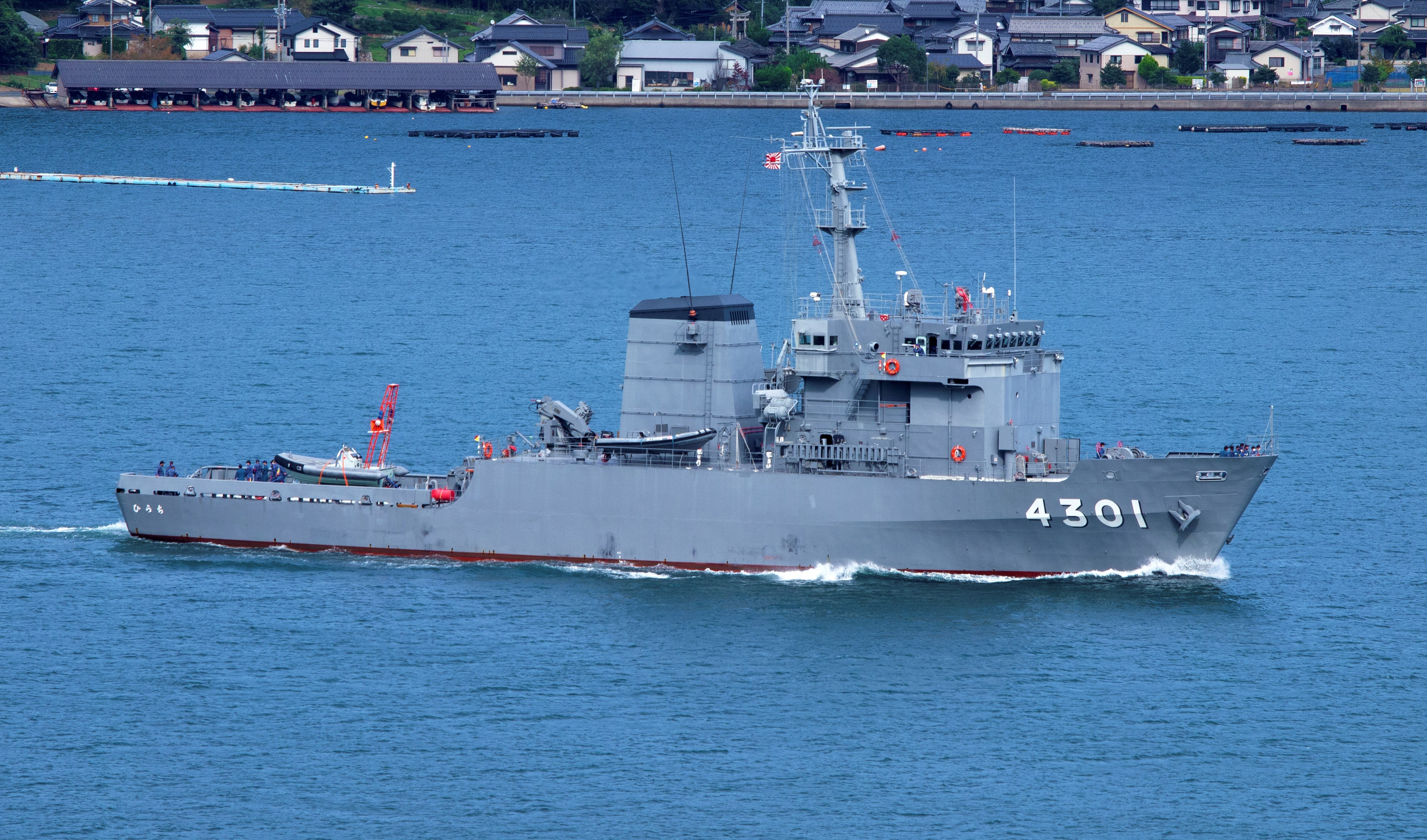
旧塗装時の姿
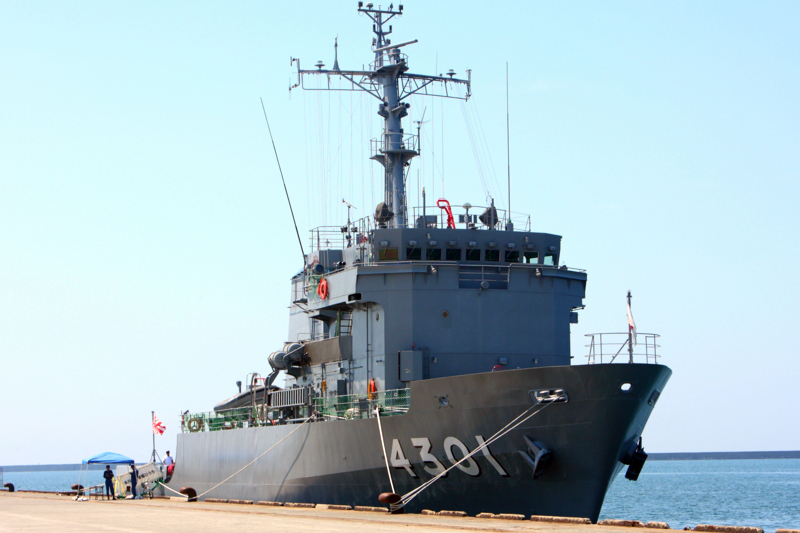
酒田港にて（旧塗装）
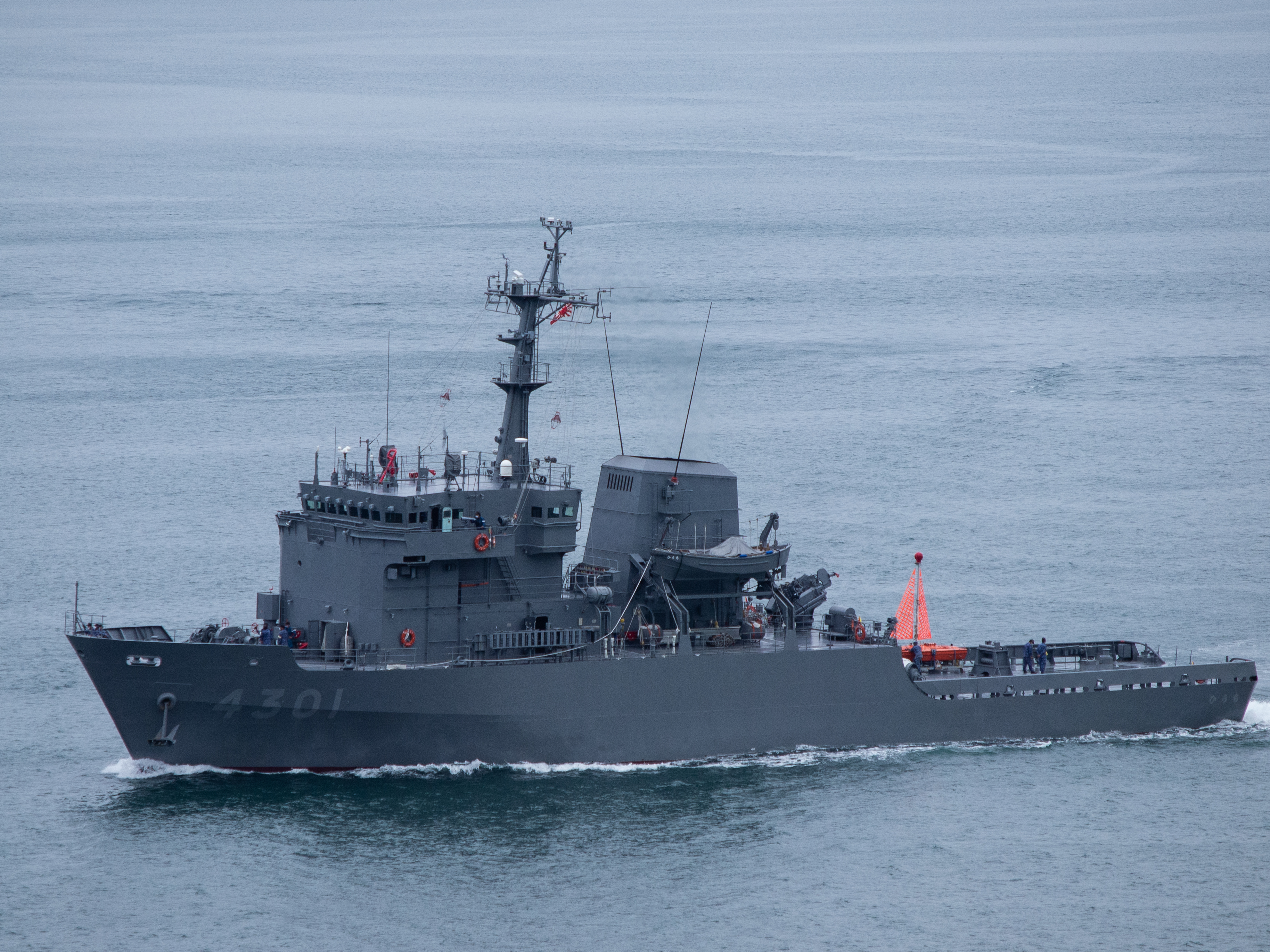
舞鶴港にて（後甲板に水上標的を搭載している）
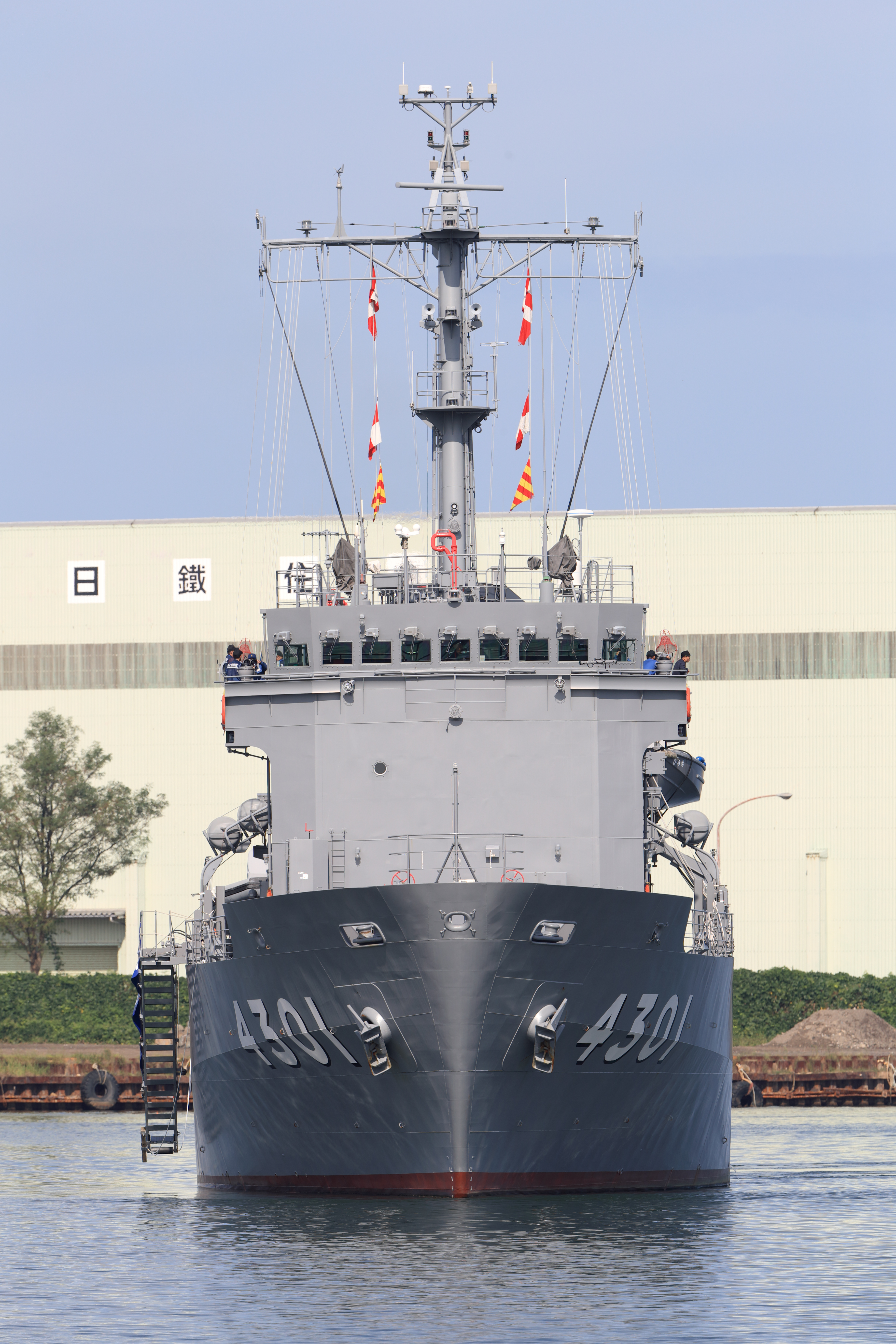
正面から望む。国際信号旗「Ans-UY」(本艦は訓練中である)を掲揚、右舷梯を降ろしている。
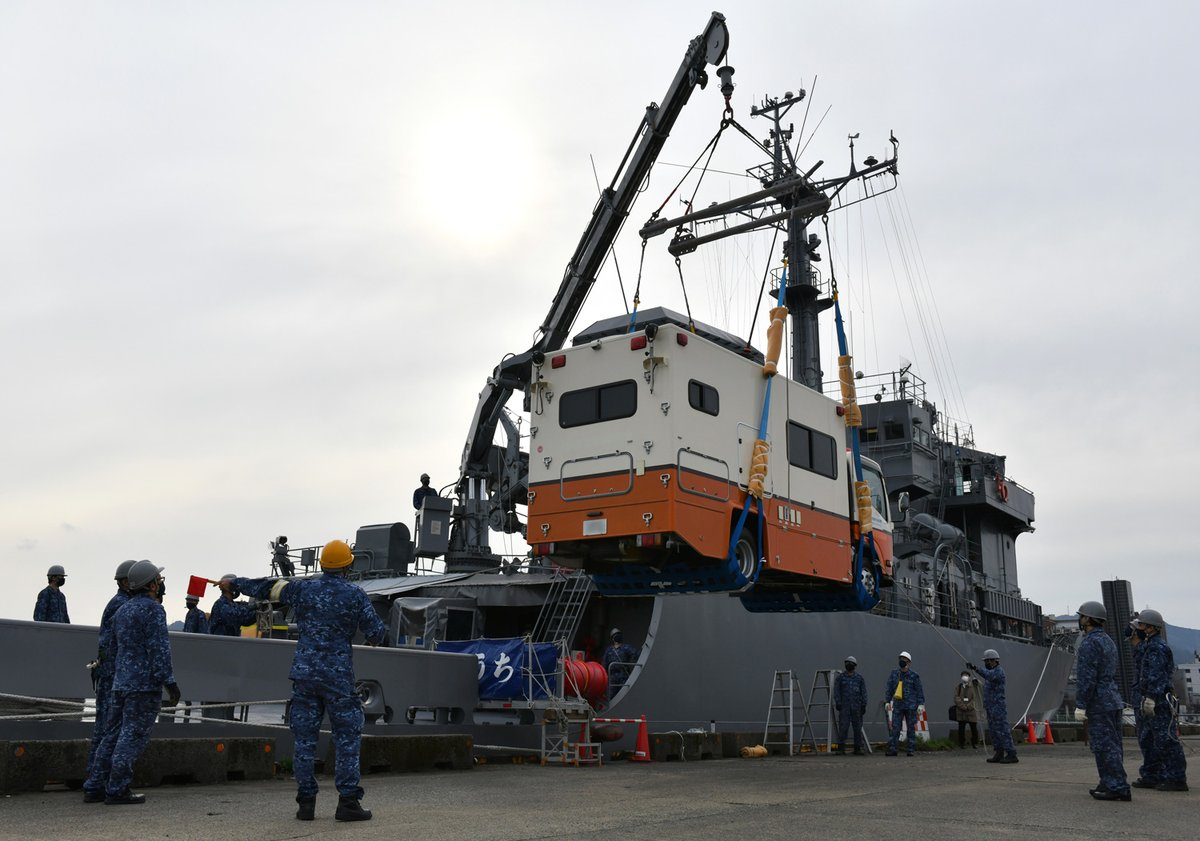
関西電力の電力復旧車両をデッキクレーンで搭載中
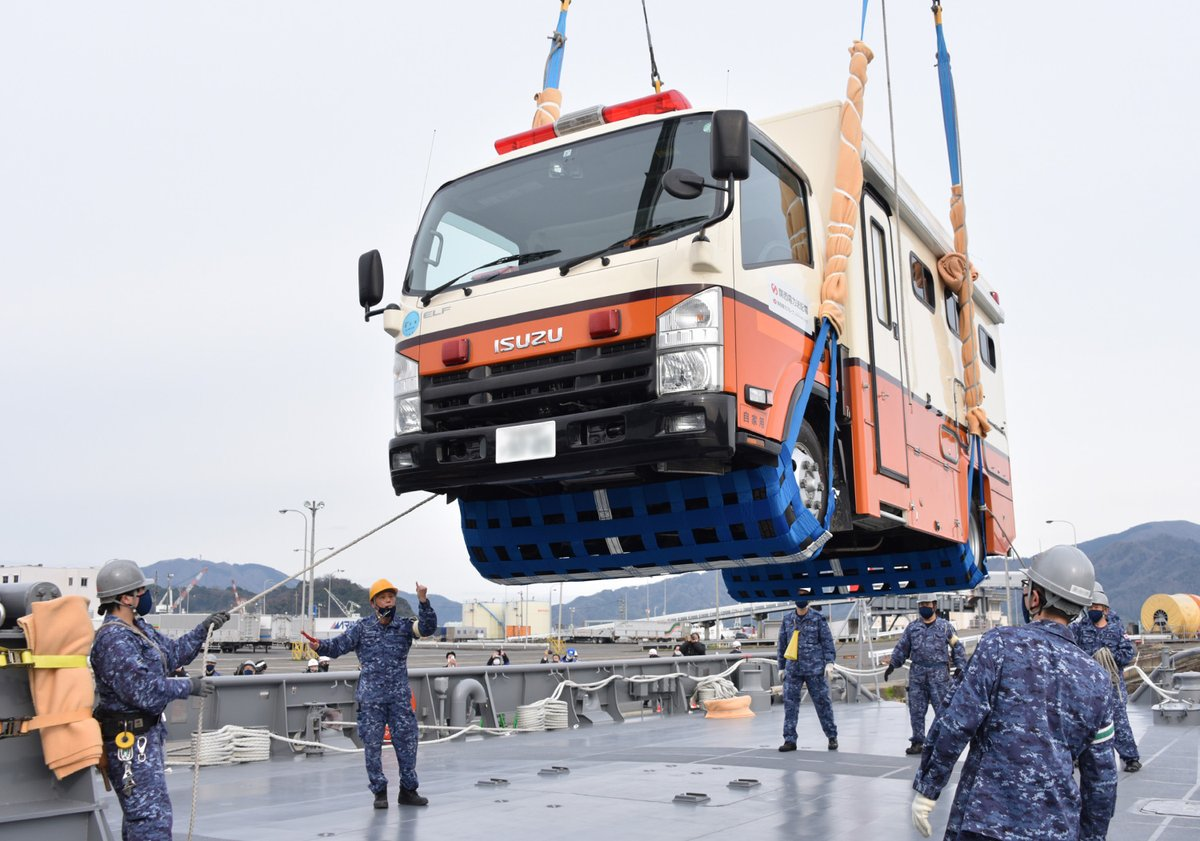
同じく電力復旧車両の搭載作業。このように2tトラックも自力で搭載陸揚げ可能。
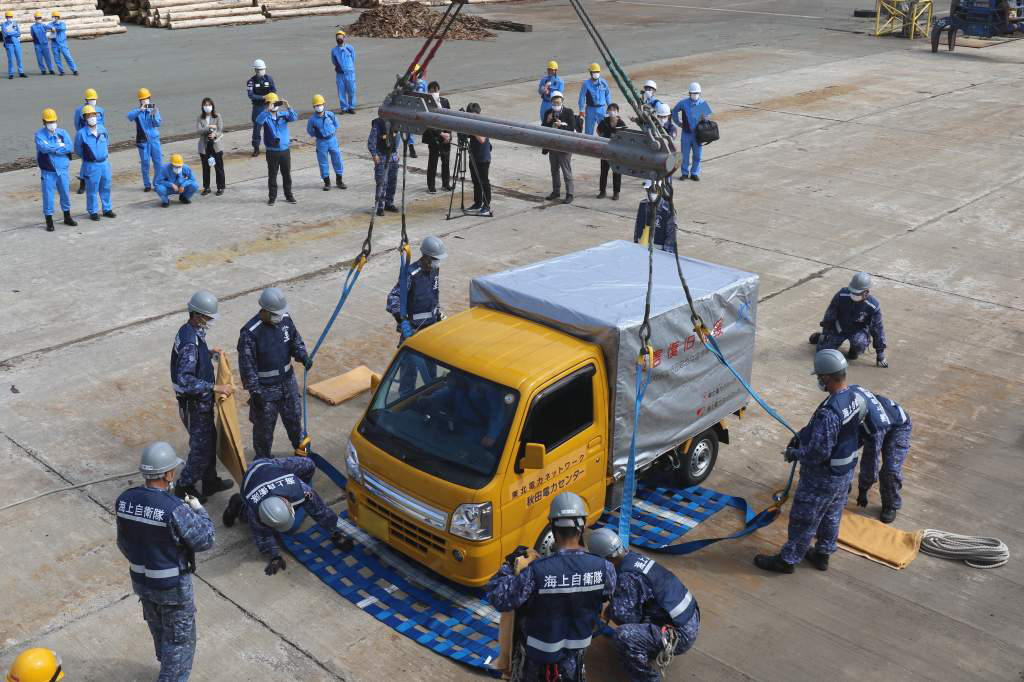
東北電力の空輸対応型低圧応急用電源車「ToMoS（灯す）」に対し玉掛け作業を行う「ひうち」乗員
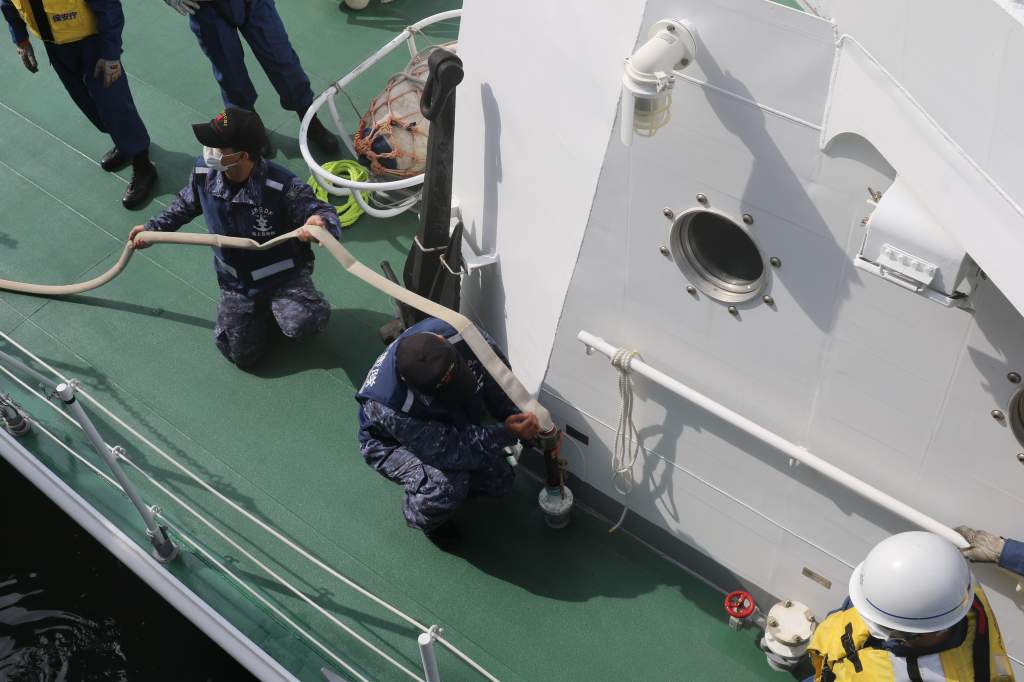
訓練における、海上保安庁巡視船に対する給水支援